# Galta de porc

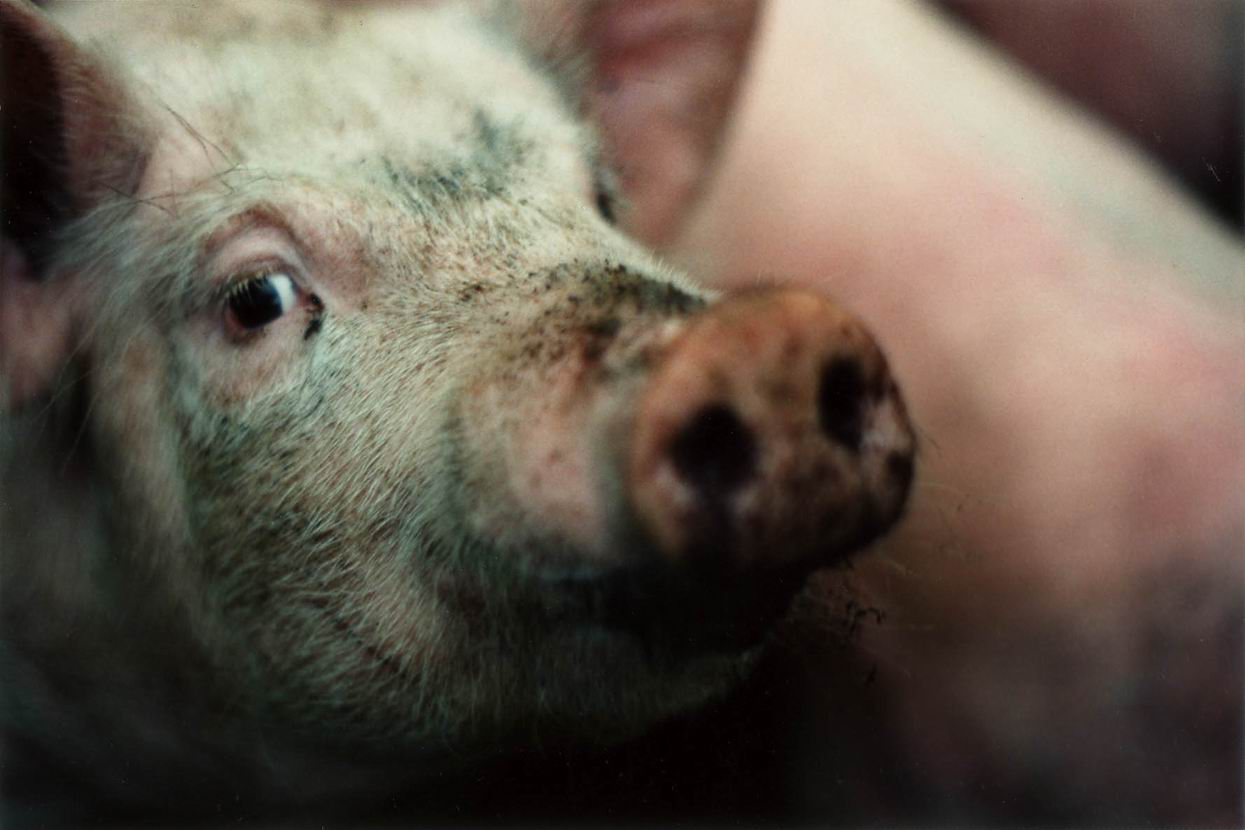
La galta de porc és un tall de carn que inclou la galta de l'animal.

La galta de porc és un tall de carn de porc procedent dels músculs masseters. Correspon a les parts greixoses que es troben a ambdós costats de la cara i pertanyen als menuts. Aquestes parts carnoses, en el cas del porc, a un i altre costat del morro, solen preparar-se els dies de mataporc.
En la cuina medieval s'entén la galta com la carn existent al voltant de la mandíbula dels animals vertebrats.

## Preparacions culinàries

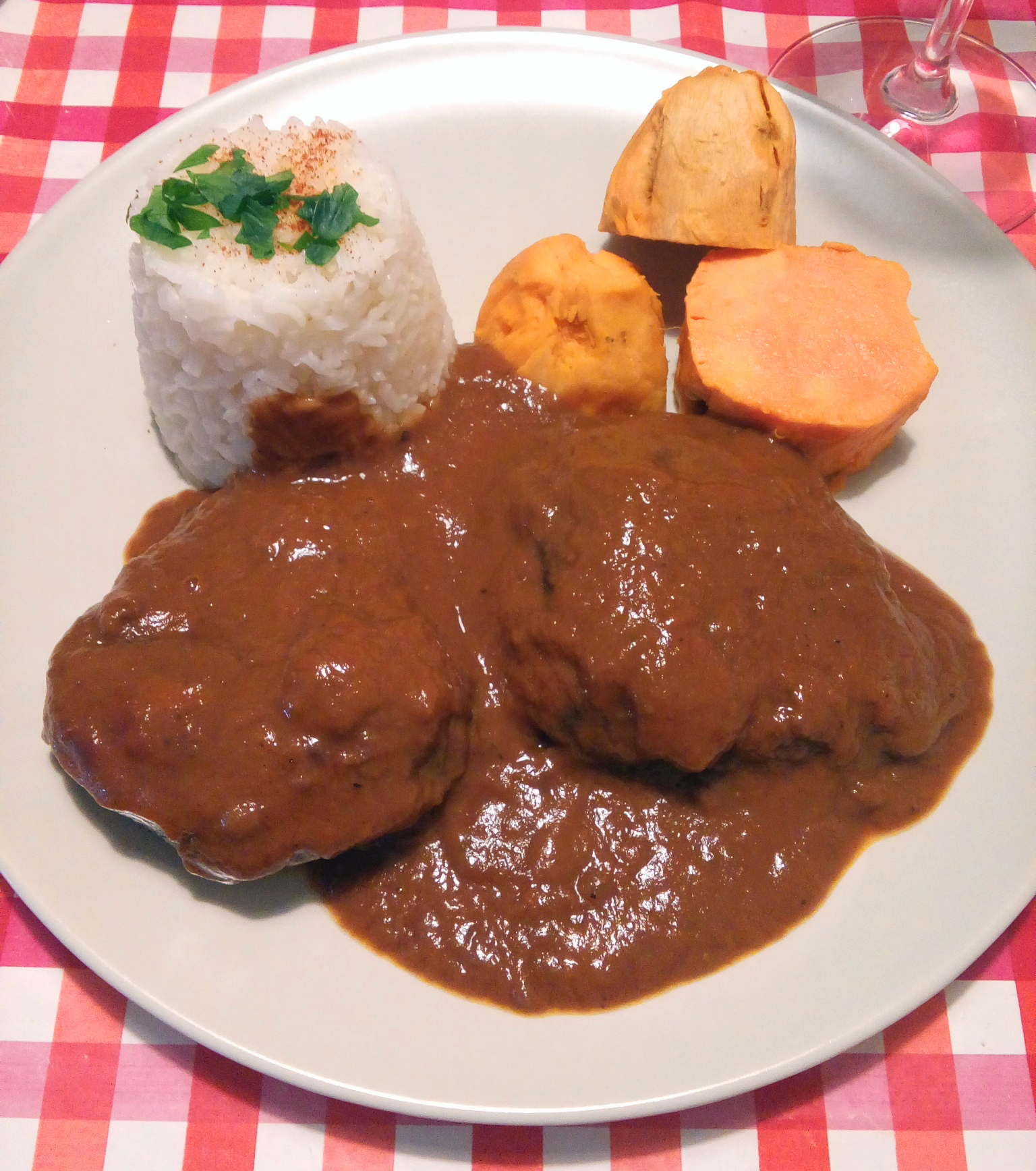
Galtes al vi.

La galta de porc pot trobar-se en carnisseries i la seva estructura gelatinosa (degut al contingut de col·lagen que posseeix) permet guisar-la o bresar-la. Es prepara amb llegums com els fesols. Aquestes preparacions demanen coccions molt lentes i perllongades en el temps. La mida depén de l'animal, les de porc solen pesar uns dos-cents grams. Les del porc negre ibèric són molt preuades a la cuina espanyola.
Salant la galta del porc s'obté el Guanciale.